# Crouch Cars

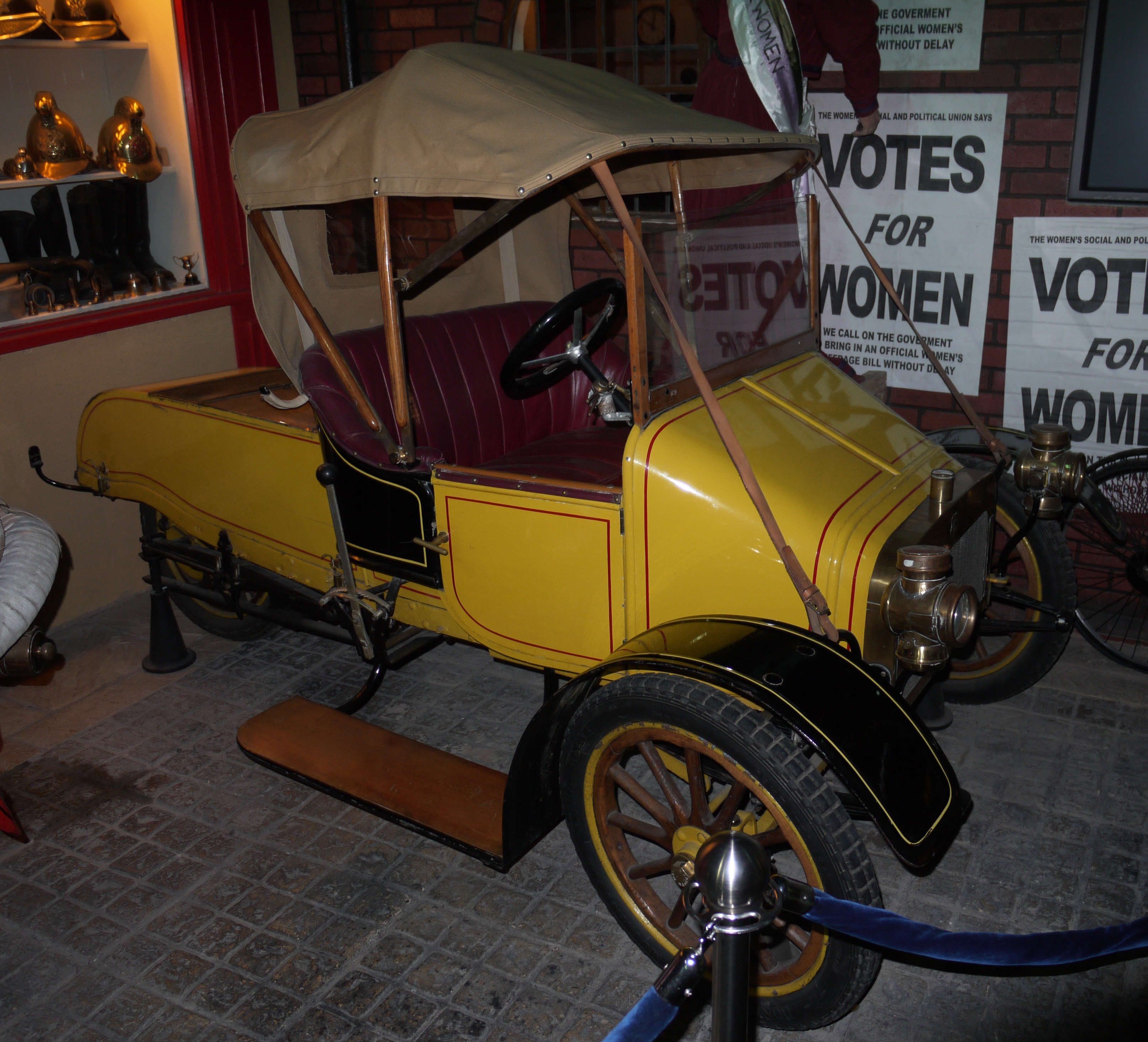
Crouch Carette (1912)

Crouch war ein britischer Hersteller von Automobilen.

## Unternehmensgeschichte
Das Unternehmen Crouch Cars Limited aus Coventry begann 1912 mit der Produktion von Automobilen. 1928 endete die Produktion.

## Fahrzeuge
Das erste Modell hieß Carette. Es war ein Dreirad, bei dem sich das einzelne Rad hinten befand. Der Zweizylindermotor mit anfangs 904 cm³ Hubraum wurde ab 1914 durch einen Motor mit 1018 cm³ Hubraum ersetzt, der 10 PS leistete. Zwischen 1914 und 1921 gab es das Modell 4-Wheeler mit vier Rädern, dessen Zweizylindermotor von Coventry Climax mit 1115 cm³ Hubraum in Fahrzeugmitte montiert war. 1922 folgte der 8/18 HP mit Frontmotor und 1248 cm³ Hubraum, der bis 1923 angeboten wurde. Nur 1924 gab es den 10 HP, dessen Vierzylindermotor mit 1197 cm³ Hubraum von Anzani kam. Ab 1923 gab es das Vierzylindermodell 12 HP mit 1496 cm³ Hubraum und 30 PS, und ab 1926 das kleinere Vierzylindermodell 11/27 HP mit 1368 cm³ Hubraum.
Ein Fahrzeug dieser Marke ist im Coventry Transport Museum in Coventry zu besichtigen.